# Alliopsis gymnophthalma
Alliopsis gymnophthalma este o specie de muște din genul Alliopsis, familia Anthomyiidae, descrisă de Willi Hennig în anul 1976. Conform Catalogue of Life specia Alliopsis gymnophthalma nu are subspecii cunoscute.